# Hemiodontídeos
Hemiodontidae é uma família de peixes actinopterígeos pertencentes à ordem Characiformes.